# 抗大一分校旧址
抗大一分校旧址，位于山东省临沂市沂南县孙祖镇东高庄村，包括一号院北屋、二号院北屋及东西厢房、三号院北屋、四号院北屋、五号院北屋及南屋、六号院西屋共5个院落9座建筑。1977年12月23日公布为山东省文物保护单位。2019年10月7日，包括抗大一分校旧址和大青山战斗遗址在内的“临沂大青山突围战遗址”被公布为第八批全国重点文物保护单位。